# Julius Roschmann-Hörburg
Julius Roschmann-Hörburg (4. srpna 1852 Vídeň – 28. července 1921 Innsbruck) byl rakouský vysokoškolský pedagog a politik německé národnosti, na konci 19. století poslanec Říšské rady a rektor Černovické univerzity v Bukovině.

## Biografie
Narodil se ve Vídni. Vystudoval gymnázium a pak studoval práva na Vídeňské univerzitě a Univerzitě v Innsbrucku. Získal titul doktora práv. Nastoupil pak do ústřední statistické komise jako úředník. Zároveň se habilitoval na Vysoké škole zemědělské ve Vídni jako soukromý docent statistiky. Byl univerzitním profesorem v Černovicích. Roku 1891 byl povolán jako profesor rakouské statistiky na Černovickou univerzitu a v letech 1896/1897 zastával funkci rektora Černovické univerzity. V 90. letech 19. století byl kromě toho ředitelem zemského statistického úřadu pro Bukovinu.
Byl i poslancem Říšské rady (celostátního parlamentu Předlitavska), kam usedl ve volbách do Říšské rady roku 1897 za kurii městskou v Bukovině, obvod Suceava, Siret atd. Ve volebním období 1897–1901 se uvádí jako Julius von Roschmann-Hörburg, c. k. univerzitní profesor, bytem Černovice.
Ve volbách roku 1897 je uváděn jako liberální kandidát. Roku 1898 se uvádí jako hospitant parlamentního klubu Německé lidové strany. V dobovém tisku je popisován jako německý nacionál s křesťanskou a antisemitskou orientací, jenž byl v rámci Bukoviny zaměřen protirumunsky.
V roce 1914 se při první ruské ofenzívě na východě monarchie podařilo Roschmannovi odvézt do bezpečí cennosti Černovické univerzity. V závěru života vyučoval národohospodářství a statistiku na Univerzitě v Innsbrucku.
Zemřel v červenci 1921.